# Ennis (circonscription britannique)
Pour les articles homonymes, voir Ennis (homonymie).
Ennis est une circonscription électorale du Royaume-Uni de Grande-Bretagne et d'Irlande, de 1801 à 1885. En 1885, elle est inclus dans la nouvelle circonscription East Clare.